# Göteborgs garnisonsförsamling
Göteborgs garnisonsförsamling, även kallad Kronhusförsamlingen, var en församling i Göteborgs stift. Församlingen upplöstes 30 april 1927.

## Administrativ historik
Församlingen bildades 1680. 1 oktober 1895 utbröts Smålands artilleriregementes församling. Församlingen upplöstes 30 april 1927.